# Scopelogena
Scopelogena es un género con 3 especies de estatus no resuelto de plantas suculentas perteneciente a la familia Aizoaceae., pero a veces clasificado en la familia Mesembryanthemaceae. Son endémicas de África del Sur, y su extensión se reduce a dos zonas: una cerca de Ciudad del Cabo, y la otra  cerca de Riversdale, Western Cape.

## Taxonomía
Scopelogena fue descrito por la botánica sudafricana, Harriet Margaret Louisa Bolus, y publicado en J. S. African Bot., 28, p. 9, en 1962. La especie tipo es: Scopelogena verruculata (L.) L.Bolus  = (Mesembryanthemum verruculatum L.)

## Especies
- Scopelogena bruynsii Klak
- Scopelogena verruculata (L.) L.Bolus
- Scopelogena gracilis L.Bolus